# Sounds of the Universe
Sounds of the Universe (englisch für „Klänge des Universums“) ist das zwölfte Studioalbum von Depeche Mode aus dem Jahr 2009.

## Entstehung
Während Dave Gahan noch mit seinem Soloalbum Hourglass – veröffentlicht am 19. Oktober 2007 – beschäftigt war, arbeitete Martin Gore bereits in seinem Heimstudio in Santa Barbara an neuen Songs. Im Mai 2008 traf sich die Band dann im Studio, um das mittlerweile zwölfte Album aufzunehmen. Als Produzent wurde erneut Ben Hillier verpflichtet, der schon am Vorgänger Playing the Angel mitwirkte und auch dem neuen Album seinen rauen, analogen Stempel aufdrückt.
Die Band beschrieb die Zeit im Studio als sehr produktiv, insgesamt 22 Songs seien entstanden und es sei schwierig gewesen, die richtigen Songs für das Album auszusuchen. Fünf der nicht auf dem Album verwendeten Songs wurden als Teil des Deluxe-Box-Set veröffentlicht.
Während der Großteil der Songs wie bei Depeche Mode üblich aus Martin Gores Feder stammen, steuerte Dave Gahan analog zu Playing the Angel drei eigene Songs bei, die er wieder gemeinsam mit Christian Eigner und Andrew Philpott schrieb. Erstmals in der Bandgeschichte schrieben Gore und Gahan mit „Oh Well“ einen Song gemeinsam. Gore plante den Song ursprünglich als Instrumentalstück, Gahan schrieb dann den Text dazu. „Oh Well“ wurde nur auf dem Deluxe-Box-Set und als B-Seite zur Single „Wrong“ veröffentlicht.
Im Verlauf der Studioarbeit stellte Depeche Mode regelmäßig kurze – meist von Andy Fletcher gedrehte – Videoclips auf ihre Homepage, die die Band und das Produktionsteam bei den Aufnahmen zeigten.

## Veröffentlichung
Die Erstveröffentlichung von Sound of the Universe erfolgte am 17. April 2009 bei Mute Records. Neben der CD-Version wurde das Album auch als Vinyl (2 LPs + CD), als Special Edition (CD + DVD) und als Deluxe-Boxset-Edition (3 CDs + DVD) veröffentlicht. Letztere enthält zusätzlich zum Album weitere Bonus-Titel und Remixe sowie Demoversionen – auch von älteren Songs der Band.

## Stil
Mit diesem Album gehen Depeche Mode konsequent den eingeschlagenen Weg von Playing the Angel weiter. Die typisch pessimistisch geprägte Stimmung der Arrangements findet auch hier wieder ihr textliches Pendant in der Behandlung zwischenmenschlicher Themen wie Sex und Liebe, gespickt mit religiösen Anspielungen. Seit Some Great Reward (1984) sind diese Themen fester Bestandteil der meist in Moll gehaltenen Kompositionen Gores. Satte Gitarrenklänge und perkussiv pumpende Synthesizer ersetzen vordergründige Drumarrangements wie in früheren Werken. Die Synthesizerklänge wirken verspielter, mutiger, aber weniger eingängig. Konsequenterweise fehlt ein braver, melodiöser Popsong der Sorte Enjoy the Silence oder Precious völlig.

## Titelliste

### Standardalbum
1. In Chains – 6:53
2. Hole to Feed – 3:59 (Dave Gahan, Christian Eigner, Andrew Phillpott)
3. Wrong – 3:13
4. Fragile Tension – 4:09
5. Little Soul – 3:31
6. In Sympathy – 4:54
7. Peace – 4:29
8. Come Back – 5:15 (Gahan, Eigner, Phillpott)
9. Spacewalker – 1:53
10. Perfect – 4:33
11. Miles Away / The Truth Is – 4:14 (Gahan, Eigner, Phillpott)
12. Jezebel – 4:41
13. Corrupt – 6:15

Sofern nicht anders angegeben, wurden die Songs von Martin Gore geschrieben. Bis auf das von Gore gesungene „Jezebel“ singt Gahan die Songs. „Spacewalker“ ist ein Instrumentalstück. Die DVD beinhaltet neben mehreren Filmen zur Entstehung des Albums und dem Musikvideo zur Single „Wrong“ auch das Album in 5.1-Sound.

### Deluxe-Boxset
| CD 1 – Standardalbum 1. In Chains – 6:53 2. Hole to Feed – 3:59 (Gahan, Eigner, Phillpott) 3. Wrong – 3:13 4. Fragile Tension – 4:09 5. Little Soul – 3:31 6. In Sympathy – 4:54 7. Peace – 4:29 8. Come Back – 5:15 (Gahan, Eigner, Phillpott) 9. Spacewalker – 1:53 10. Perfect – 4:33 11. Miles Away / The Truth Is – 4:14 (Gahan, Eigner, Phillpott) 12. Jezebel – 4:41 13. Corrupt – 6:15 | CD 2 – Bonustracks & Remixes 1. Light – 4:42 2. The Sun and the Moon and the Stars – 4:42 3. Ghost – 6:29 4. Esque – 2:18 5. Oh Well – 5:59 (Gore, Gahan) 6. Corrupt (Efdemin Remix) – 6:28 7. In Chains (Minilogue’s Earth Remix) – 7:52 8. Little Soul (Thomas Fehlmann Flowing Ambient Mix) – 9:21 9. Jezebel (SixToes Remix) – 5:32 10. Perfect (Electronic Periodic Dark Drone Mix) – 5:25 11. Wrong (Caspa Remix) – 5:05 | CD 3 – Demos 1. Little 15 – 4:15 2. Clean – 3:41 3. Sweetest Perfection – 3:24 4. Walking in My Shoes – 3:45 5. I Feel You – 4:02 6. Judas – 3:32 7. Surrender – 5:06 8. Only When I Lose Myself – 5:50 9. Nothing’s Impossible – 5:05 10. Corrupt – 4:44 11. Peace – 4:36 12. Jezebel – 4:39 13. Come Back – 5:10 14. In Chains – 4:34 |

## Singleauskopplungen

### Wrong
Als erste Singleauskopplung aus Sounds of the Universe erschien „Wrong“ am 3. April 2009 in Deutschland. Zur weltweiten Premiere traten Depeche Mode mit dem Song am 21. Februar bei der Echoverleihung 2009 auf. Die B-Seite zu Wrong ist das erstmals von Gore und Gahan gemeinsam geschriebene Stück „Oh Well“.
Das Video zu „Wrong“ wurde im Dezember 2008 in New York City gedreht, Regisseur war Patrick Daughters. Es wurde für einen Grammy 2010 nominiert.

### Peace
„Peace“ wurde in Deutschland am 12. Juni 2009 veröffentlicht und erschien nur in Europa. In den Vereinigten Staaten wurde stattdessen „Perfect“ als nichtkommerzielle Promo-Single veröffentlicht. „Peace“ war in den Charts nur mäßig erfolgreich.
Das Musikvideo zu „Peace“ ist das erste von Depeche Mode, in dem die Bandmitglieder nicht zu sehen sind – abgesehen von einem Tourposter. Nachdem Dave Gahan an der Blase operiert werden musste, konnte die Band nicht am Dreh in Rumänien teilnehmen. Regie führten Jonas & François.

### Fragile Tension / Hole to Feed
Die Doppel-A-Seite „Fragile Tension / Hole to Feed“ erschien am 4. Dezember 2009. „Hole to Feed“ ist nach „Suffer Well“ (2006) der zweite von Dave Gahan geschriebene Song, der als Single veröffentlicht wurde. Zu jedem der beiden Songs wurde ein Video gedreht.

## Rezeption

### Chartplatzierungen
Sounds of the Universe erreichte in 21 Staaten – darunter in Deutschland, in Österreich und der Schweiz – in der ersten Woche nach Erscheinen Platz eins der jeweiligen Albumcharts.
| ChartsChartplatzierungen       | Höchstplatzierung | Wochen |
| ------------------------------ | ----------------- | ------ |
| Deutschland (GfK)              | 1 (27 Wo.)        | 27     |
| Österreich (Ö3)                | 1 (13 Wo.)        | 13     |
| Schweiz (IFPI)                 | 1 (22 Wo.)        | 22     |
| Vereinigte Staaten (Billboard) | 3 (10 Wo.)        | 10     |
| Vereinigtes Königreich (OCC)   | 2 (5 Wo.)         | 5      |

| ChartsJahrescharts (2009)      | Platzierung |
| ------------------------------ | ----------- |
| Deutschland (GfK)              | 5           |
| Österreich (Ö3)                | 53          |
| Schweiz (IFPI)                 | 23          |
| Vereinigte Staaten (Billboard) | 200         |

### Auszeichnungen für Musikverkäufe
| Land/Region                  | Auszeichnungen für Musikverkäufe (Land/Region, Auszeichnung, Verkäufe) | Verkäufe |
| ---------------------------- | ---------------------------------------------------------------------- | -------- |
| Belgien (BRMA)               | Platin                                                                 | 30.000   |
| Dänemark (IFPI)              | Gold                                                                   | 20.000   |
| Deutschland (BVMI)           | 3× Gold                                                                | 300.000  |
| Frankreich (SNEP)            | Platin                                                                 | 100.000  |
| Italien (FIMI)               | Platin                                                                 | 70.000   |
| Mexiko (AMPROFON)            | Gold                                                                   | 40.000   |
| Österreich (IFPI)            | Gold                                                                   | 10.000   |
| Polen (ZPAV)                 | 2× Platin                                                              | 40.000   |
| Russland (NFPF)              | Platin                                                                 | 20.000   |
| Schweden (IFPI)              | Gold                                                                   | 20.000   |
| Schweiz (IFPI)               | Platin                                                                 | 30.000   |
| Ungarn (MAHASZ)              | Gold                                                                   | 3.000    |
| Vereinigtes Königreich (BPI) | Silber                                                                 | 60.000   |
| Insgesamt                    | 1× Silber · 6× Gold · 8× Platin ·                                      | 743.000  |

Hauptartikel: Depeche Mode/Auszeichnungen für Musikverkäufe